# Elvis lebt! – Nicht tot, nur Undercover
Elvis lebt! – Nicht tot, nur Undercover (Originaltitel Elvis Lives!) ist ein US-amerikanisches Filmdrama aus dem Jahr 2016 von Steve Balderson nach einem Drehbuch von Delondra Mesa. Produziert wurde der Film von The Asylum.

## Handlung
Die Handlung des Films setzt gegen Ende der Karriere von Elvis Presley ein. Es wird aufgezeigt, wie dem Sänger seine Stimme entschwindet und ihm seine Drogensucht zusetzt. Neben seinem beruflichen Leben, geht es auch in seinem Privatleben bergab. Als sein Bruder stirbt, kommt es so weit, dass er sich von seinem Glauben abwendet. Durch all diese Ereignisse gerät er in eine Lebenskrise und hinterfragt sich selbst, was sein Leben noch lebenswert macht. Zumindest reflektiert er sich selbst, wie es zu seinem Absturz gekommen ist und schiebt den Großteil der Schuld auf seinen Drogenkonsum. Daher beschließt er, dem FBI geheime Insiderinformationen zu übermitteln, die helfen könnten, ein Drogenkartell zu zerstören.
Nach Gesprächen unter anderen mit Agent Thomas Colton, hat das FBI genügend Hinweise, um mit den Ermittlungen zu beginnen und schon bald macht die örtliche Polizei große Fortschritte. Allerdings erahnen die Mitglieder des Drogenrings, von wem diese Informationen stammten und machen daher Jagd auf Elvis. Daher beendet Elvis seine Karriere als Weltstar und versucht unterzutauchen. Um dieses zu schaffen, plant er mit seiner Familie und wenigen Freunden einen Komplott. Wenige Tage später erscheint in der Weltpresse die Meldung, Elvis sei an einem Herzversagen gestorben.
Durch dieses ungewöhnliche Zeugenschutzprogramm verschwindet er tatsächlich von der Liste des Drogenkastells. In der Folgezeit kommt es immer wieder zu skurrilen Berichten von Menschen, sie hätten den lebenden Elvis gesehen.

## Hintergrund
Am 16. August 2016 erschien der Film in den USA. In Deutschland startete der Film am 2. Dezember 2016 in den Videoverleih.

## Rezeption
„Nur bedingt zündendes Spiel mit dem Elvis-Mythos, solide gespielt, aber voller Dialog- und Drehbuchschwächen.“

Neil Genzlinger spricht in seiner Review auf The New York Times davon, dass die Handlung „zusammenhangsloses Durcheinander, das in der Zeit herumspringt und nie wirklich Spannung aufbaut“ sei.
Auf Rotten Tomatoes hat der Film einen Anteil positiver Zuschauerwertungen von 33 % bei unter 50 Bewertungen. In der Internet Movie Database hat der Film bei über 150 Stimmenabgaben eine Wertung von 2,9 von 10,0 möglichen Sternen (Stand: Juni 2023).